# Erik Almgren
Erik Almgren (Stoccolma, 28 gennaio 1908 – Stoccolma, 23 agosto 1989) è stato un calciatore e allenatore di calcio svedese.

## Carriera
Almgren giocò nell'AIK come centrocampista mentre con la Nazionale svedese disputò il mondiale 1938.
Successivamente, ebbe anche una breve esperienza come allenatore.

## Palmarès

### Competizioni nazionali
- Campionato svedese: 1

AIK: 1936-1937